# Saweetie
Diamanté Quiava Valentin Harper (* 2. července 1993 Hayward), známá jako Saweetie, je americká raperka. Po vydání prvního singlu „Icy Grl“ se dohodla s hudebním vydavatelstvím Warner Records a nahrávací společností Artistry Worldwide. Poté vydala svůj debut také v prodloužené a dalších verzích. Debutové album Pretty Bitch Music se chystá k vydání a v červnu 2020 z něj byl publikován single „Tap In“.

## Život
Diamonté Quiava Valentin Harper se narodila 2. července 1993 v Santa Clara v Californii. Vyrůstala v Bay Area, navštěvovala střední školu Merrill F. West High School v Tracy a odmaturovala na Monterey Trail High School v Elk Grove. Ve 13 letech začala psát hudbu. Po střední škole navštěvovala San Diego State University, odkud přešla na University of Southern California, kde studovala komunikaci a obchod. Po úspěšném zakončení se soustředila na svou rapovou kariéru.

## Kariéra
Saweetie začala v roce 2016 přidávat krátké rapy na svůj instagramový účet. Jedno z videí se později stalo základem pro „Icy Grl“. Písnička byla vydaná na jejím SoundCloudu v létě 2017 a přinesla jí zájem Maxe Gousse, známého producenta, který se stal jejím manažerem.
V březnu 2018 vydala Saweetie svou debutové EP High Maintenance, které se skládá z devíti nahrávek a bylo produkovano CashMoneyAP, Nyrell, and Saweetiným bratrancem Zaytovenem.
V roce 2019 vydala své druhé EP, na kterém byla jako první singl skladba „My Type“, napsaná Saweetie a produkovaná London On Da Track. V září byla skladba 019, „My Type“ hitem číslo 1 v Rhythmic Radio Charts a v USA byla certifikovaná jako dvakrát platinová.
V červnu Saweetie vydala single „Tap In“ z připravované desky Pretty Bitch Music.
V srpnu 2020 se Saweetie objevila také na nahrávce Avy Max – „Kings & Queens, Pt. 2“.